# Divertissement (Ibert)
Pour les articles homonymes, voir Divertissement (homonymie).
Divertissement est une suite pour orchestre de chambre de Jacques Ibert composée en 1930.

## Présentation
Divertissement est à l'origine conçu comme une musique de scène destinée à accompagner une version filmée de la comédie Un chapeau de paille d'Italie d'Eugène Labiche, représentée le 19 septembre 1929 à Amsterdam. Jacques Ibert en tire en 1930 une suite de six épisodes pour orchestre de chambre,. 
L'œuvre est créée dans cette version le 30 novembre 1930 à Paris, salle Pleyel, par l'Orchestre symphonique de Paris dirigé par Vladimir Golschmann. 
La partition, qui est un des grands succès du compositeur, est une « musique spirituelle parsemée de coq-à-l'âne », dans l'esprit des Six. 
Sur un argument qui est celui « d'un vaudeville burlesque au cours duquel un jeune homme se trouve entraîné, le jour de ses noces, dans une suite d'aventures imprévues et de malentendus pour tenter de remettre la main sur un certain chapeau de paille », la musique « évoque avec brio ces diverses situations ».

## Structure
Divertissement, d'une durée moyenne d'exécution de quinze minutes environ, est composé de six mouvements, :
1. Introduction, aux « thèmes cocasses étrangement harmonisés[2] » ;
2. Cortège, qui s'ouvre sur un passage poétique[3], rapidement interrompu « par un rythme de Marche que divers solos instrumentaux agrémentent de leur propre fantaisie[2] », et qui cite à deux reprises la célèbre « Marche nuptiale » (du Songe d'une nuit d'été) de Mendelsohn[2],[3] ;
3. Nocturne, mouvement poétique[3] dont « le sérieux sera mis en pièces par une cadence conclusive, échevelée, du piano[2] » ;
4. Valse, dont « une insignifiante mélodie des bois souligne intentionnellement la convention [pendant que] les cordes s'efforcent à plus de brillant, à la manière de Johann Strauss ; mais on retombe dans une contrefaçon de salon[2] » ;
5. Parade, où la « vulgarité s'étend aux airs[3] » ;
6. Finale, mouvement « charmeur et incisif à la fois, — sorte de«  galop » où cohabitent musiques de cirque et de ballet[2] », dans lequel, « après avoir tenté de détruire le piano, un sifflet nous rappelle que la formidable pièce de Labiche s'achève dans un commissariat[3] ».

## Instrumentation
L'œuvre est instrumentée pour orchestre de chambre :
| Instrumentation du Divertissement                                                                       |
| Bois |
| 1 flûte (jouant piccolo), 1 clarinette, 1 basson (jouant contrebasson)                                  |
| Cuivres                                                                                                 |
| 1 cor, 1 trompette, 1 trombone                                                                          |
| Percussions                                                                                             |
| petite timbale, caisse claire, wood-block, cymbales, grosse caisse, tambour de basque, tam-tam, sifflet |
| Claviers / cordes pincées                                                                               |
| célesta, piano                                                                                          |
| Cordes                                                                                                  |
| 3 violons, 2 altos, 2 violoncelles, 1 contrebasse                                                       |

La partition est publiée aux éditions Durand en 1931. Il existe également une réduction pour piano du Divertissement, réalisée par Lucien Garban.

## Discographie
- Jacques Ibert : Escales, Quatuor à cordes, Trois pièces brèves, Entracte, Divertissement, Histoires, Orchestre de la Société des concerts du Conservatoire, Jean Martinon (dir.), Decca, 1960 — réédité par Accord, collection « musique française » 472 320-2, 2002.
- Jacques Ibert : Escales, Divertissement, Symphonie marine, Bacchanale, Ouverture de fête, Orchestre des Concerts Lamoureux, Yutaka Sado (dir.), Naxos 8.554222, 1997.
- Jacques Ibert: Orchestral Works, Orchestre de la Suisse romande, Neeme Järvi (dir.), Chandos 5168, 2016.